# Bénabar
Pour l’article ayant un titre homophone, voir Benabarre.
Bruno Nicolini, dit Bénabar, né le 16 juin 1969 à Thiais (Val-de-Marne), est un auteur-compositeur-interprète et acteur français.

## Biographie

### Enfance
Bruno Nicolini grandit à Saintry-sur-Seine, en Essonne, dans la banlieue parisienne. Son père, originaire de Corse, travaille comme régisseur pour le cinéma sur une cinquantaine de films. Sa mère, italienne, est libraire. C'est à l'âge de huit ans qu'il s'initie à la trompette, parce que cet instrument est symbolique des clowns et du cirque qui l'impressionnent, et par goût musical.
Après avoir obtenu un baccalauréat B et effectué un passage aux États-Unis, il devient technicien et photographe pour le cinéma.

### Vie privée
Entre les années 1999 et 2004, il a vécu à Saint-Josse-ten-Noode, en région Bruxelles-Capitale. Son appartement y était situé rue des Moissons. C'est à Saint-Josse qu'il a rencontré sa compagne Stéphanie, avec qui il se marie le 9 octobre 2010, à l'hôtel de ville de Saint-Mandé dans le Val-de-Marne. Ils ont ensemble deux enfants, Manolo (né en 2004) et Ludmilla (née en 2009). Devenu ami avec Jocelyn Quivrin lors du tournage d'Incognito, il lui dédie une chanson Les Mirabelles à la suite de la disparition tragique de ce dernier, dans un accident de voiture.

### Engagement
Il fait fréquemment partie des Enfoirés, pour les Restos du Coeur depuis 2007.
Lors de la campagne pour l'élection présidentielle de 2007, il soutient la candidate socialiste Ségolène Royal, pour qui il chante lors de son meeting du 1er-Mai au stade Charléty.
Il soutient François Hollande lors de l'élection présidentielle de 2012.

### Carrière

#### Du cinéma et de la télévision à la chanson

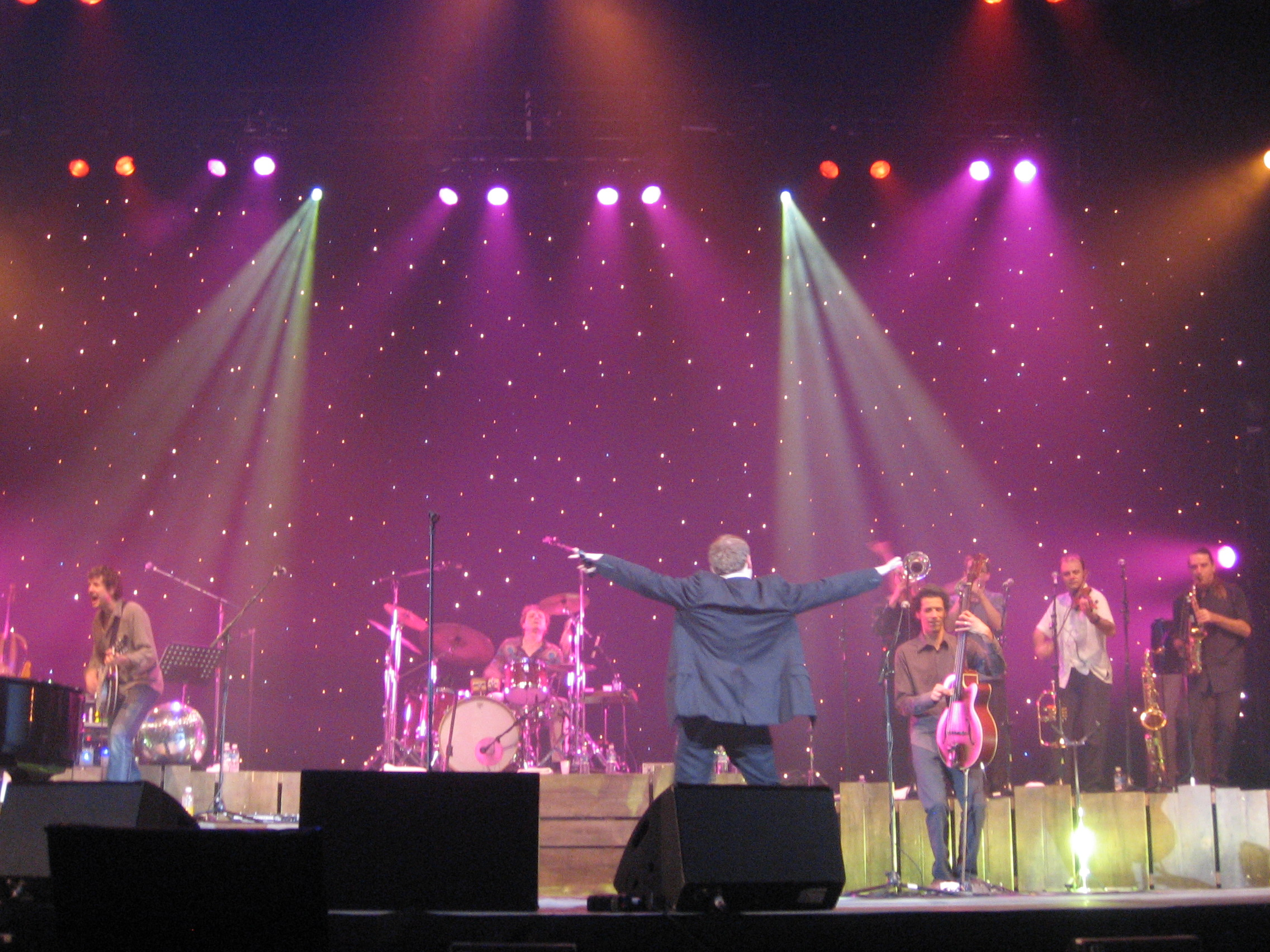
Bénabar en concert à Paris (novembre 2006).

Bruno Nicolini est régisseur adjoint sur Le Brasier (1991), puis réalise trois courts-métrages : Nada Lezard (1991), Sursum corda (1994) et José Jeannette (1992). Ce dernier film, primé au Festival de Cognac, est présent sur le DVD Bénabar live au Grand Rex. Il exerce aussi ses talents comme scénariste à la télévision, principalement pour la série H et La Famille Guérin sur Canal+, où il apparaît au générique sous son vrai nom. Il se met ensuite à composer, écrire puis interpréter des chansons. Il se produit à l'époque dans des petites salles et dans des bars, en duo avec un ami, avec qui il crée un duo aux noms de clowns, Patchol et Barnabé. Patchol, qui a pour habitude de parler verlan, appelle Barnabé « Bénabar » : ce dernier décide d'adopter ce nouveau nom. Patchol finit par renoncer mais une spectatrice assidue du duo, devenue manageuse, pousse Bénabar à continuer et entreprend de le lancer.

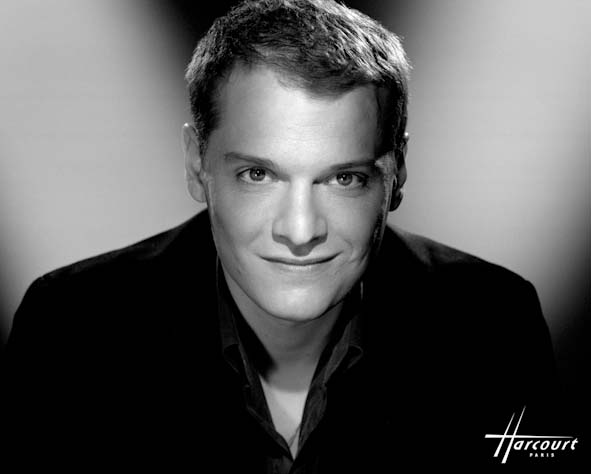
Bénabar photographié en 2006 par le Studio Harcourt.

Avec ses « associés », il sort un premier album en décembre 1997, sans titre, qui sera par simplification rebaptisé du nom de son premier titre, La P'tite Monnaie, et qui reste très confidentiel. L'album fait partie de la discothèque idéale de FIP. C'est en 2001 avec l'album Bénabar qu'il passe un peu en radio (sur France Inter notamment chez Jean-Louis Foulquier) puis fait la première partie d'Henri Salvador à la fin de l'année. Il continue par une tournée puis enchaîne deux albums studio qui rencontrent un plus large public que précédemment.
Il tourne en 2016 dans le téléfilm Le secret d'Elise, où il incarne le rôle du père en 1969, aux côtés de Julia Piaton.

#### Un travail récompensé
Il a été nommé aux Victoires de la musique 2003 dans la catégorie « Révélation » (prix remporté par Natasha Saint-Pier) et « Révélation scène » (prix remporté par Sanseverino), puis en 2004, il remporte le prix du meilleur album de chansons/variétés avec son album Les Risques du métier.
Le 10 mars 2007, lors de la vingt-deuxième cérémonie des Victoires de la musique 2007, il reçoit les récompenses du groupe ou artiste interprète masculin de l'année et de la chanson originale de l'année (pour Le Dîner).

#### Consécration

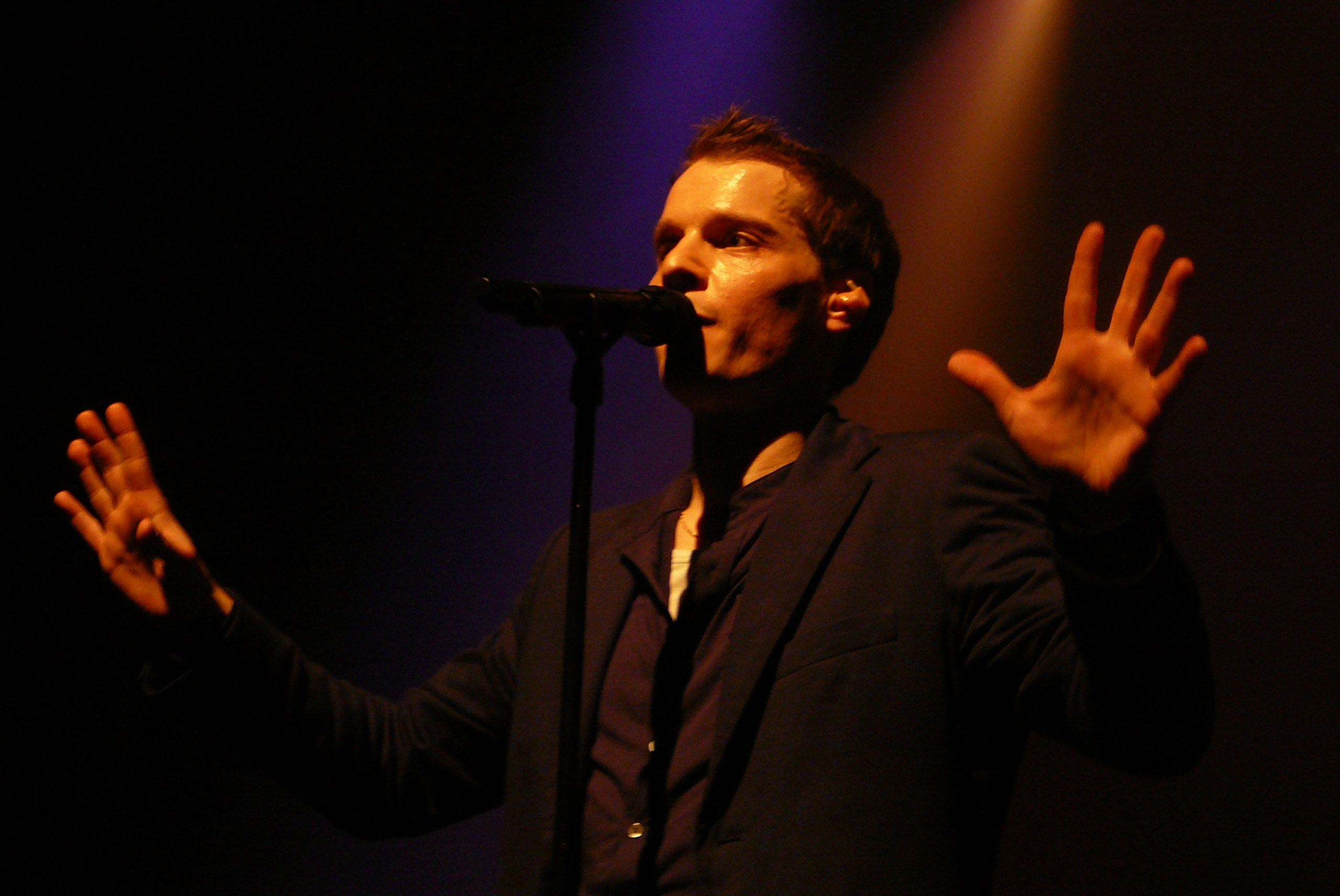
Bénabar en concert à Bruxelles (février 2009).

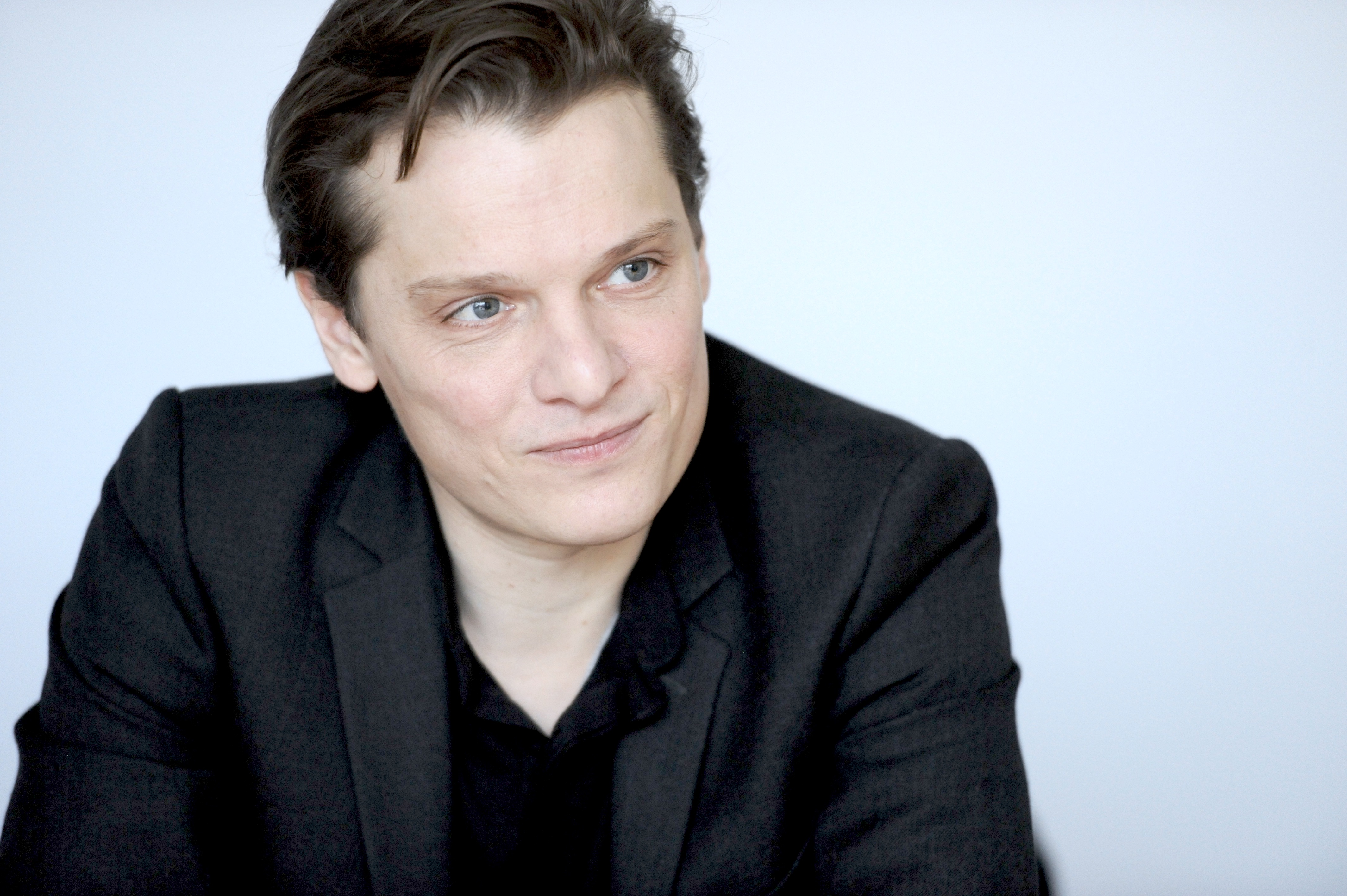
Bénabar, le 13 mars 2012 à Paris.

La sortie de son album, Reprise des négociations (octobre 2005), fut suivie d'une tournée (février - novembre 2006). Michel Denisot lui a remis un triple disque de platine lors de sa venue dans Le Grand Journal, le 4 décembre 2006 et Daniela Lumbroso lui a remis un disque de diamant le 27 janvier 2007 lors de l'émission La Fête de la chanson française. Il arrive, d'après le classement effectué par Le Figaro, en quatrième position des chanteurs ayant vendu le plus de disques, avec 2,18 millions d'euros de recettes en 2006. L'album atteint le total de 1,2 million d'exemplaires vendus en France.

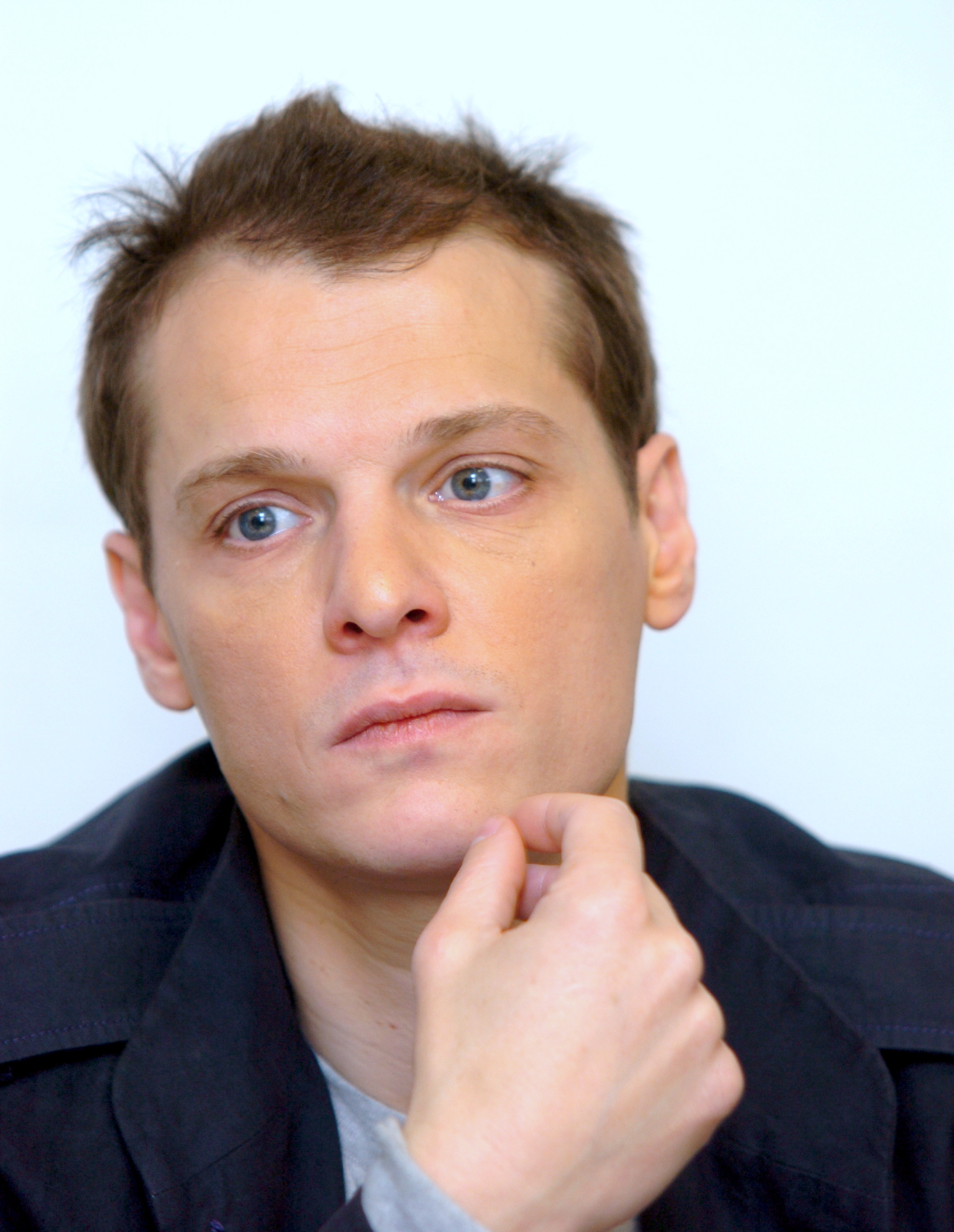
Bénabar, le 16 octobre 2008 à Paris.

Infréquentable sort le 13 octobre 2008. Le premier extrait L'Effet papillon est disponible en ligne le 2 septembre 2008 et devient à ce jour l'une de ses chansons les plus célèbres. En 2009, Bénabar est en tournée où il interprète des chansons de cet album. Cet opus, qui s'est déjà vendu à 470 000 exemplaires, est donc double disque de platine. Un second extrait, Infréquentable, sort courant 2009 : il s'agit d'un nouvel enregistrement de la chanson qui donne son titre à l'album.
L'album suivant, Les Bénéfices du doute sort le 5 décembre 2011. Le premier extrait choisi est Politiquement correct. Il s'est déjà vendu à plus de 150 000 exemplaires[réf. nécessaire].
Le 25 août 2014, Bénabar sort une nouvelle chanson, Paris by night, extrait de son nouvel album Inspiré de faits réels,.
En 2016, Bénabar refuse de participer à l'album hommage à son ami Michel Delpech, album qu'il considère « opportuniste »,.
Le huitième album studio, Le Début de la suite, d'où est issue sa nouvelle chanson Feu de joie, sort le 30 mars 2018.
En 2021, il participe à l'émission Les stars voyagent dans le temps au Puy du Fou, au Puy du Fou.
En 2022, il participe aux heures vagabondes et joue sur scène à Lencloitre, dans la Vienne où sont rassemblés quelques milliers de personnes.

## Thèmes
- Si vous ne connaissez pas le sujet, laissez ce bandeau (vous pouvez alors contacter les auteurs).
- Si vous supprimez le contenu mis en cause (vous pouvez préalablement contacter les auteurs),

argumentez précisément cette suppression dans la page de discussion
(un manque de référence n'est pas un argument ; une recherche réelle de référence doit avoir été effectuée, être formellement documentée).

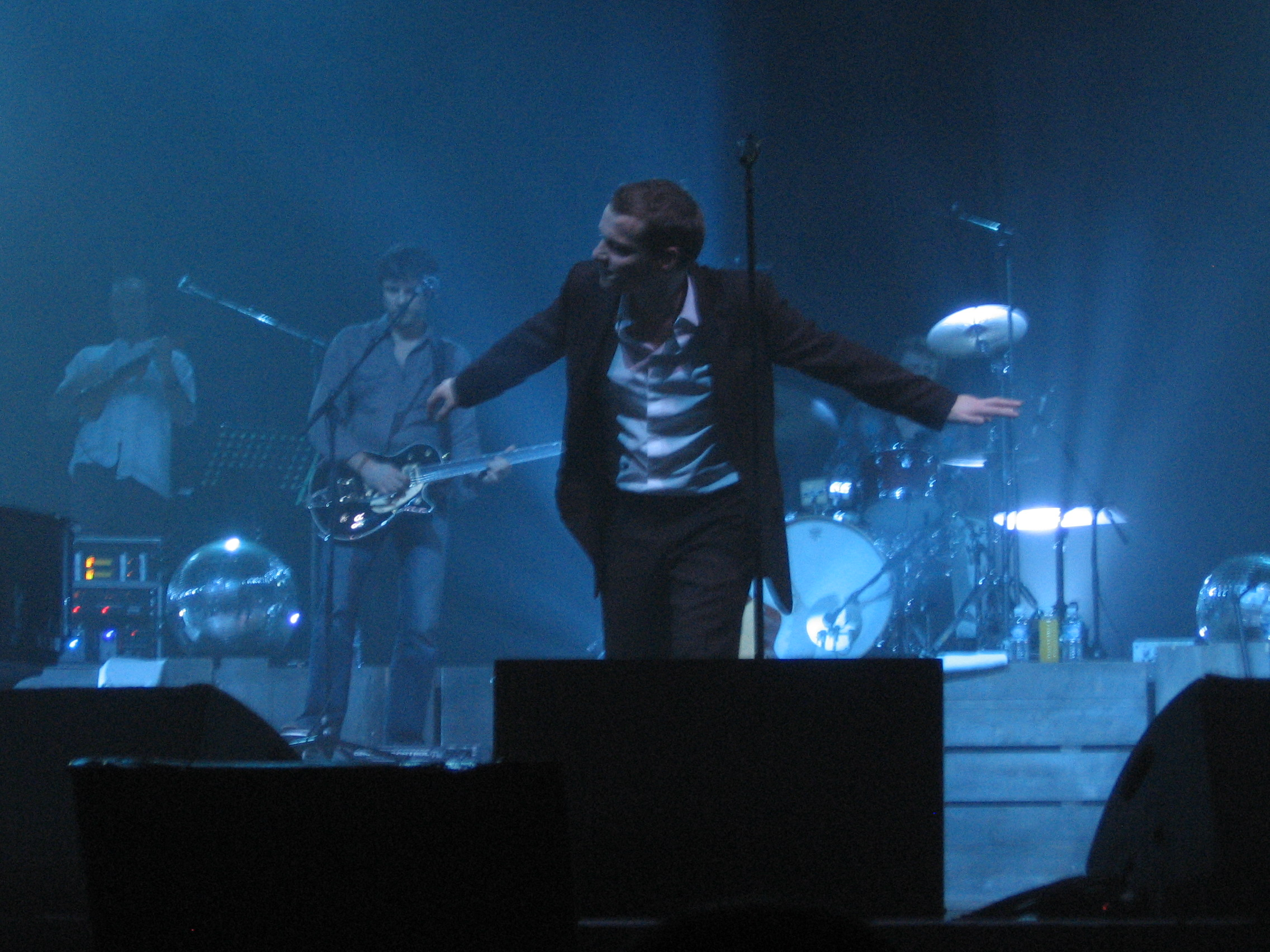
Bénabar en concert à Paris (novembre 2006)

Auteur de chansons populaires, en français, souvent humoristiques, qui décrivent des faits de la vie quotidienne, des traits de la société et certaines étapes de la vie. Le thème du passage d'une vie insouciante d'« adulescent » à celle d'un adulte est assez récurrent dans son œuvre, comme en témoignent les chansons comme Y a une fille qu'habite chez moi ou Monospace. Des questions plus engagées sont parfois traitées, comme dans L'Effet papillon ou Qu'est-ce que tu voulais que je lui dise ?.
La description précise de petits éléments de la vie quotidienne constitue le fil conducteur des chansons. Si le thème général varie peu, les sujets sont liés : les copains, les filles, l'amour, la mort... Ainsi, ses textes parlent d'un enfant de cinq ans qui apprend à faire du vélo, d'un anniversaire raté (Bon anniversaire), d'un pote qui vient dire à l'ex de son meilleur ami de revenir avec lui (Dis-lui oui), d'un départ à la retraite (Monsieur René), de six amis qui se perdent en allant à une fête (L'Itinéraire). Il peut aussi se mettre à la place d'un personnage: cosmonaute dans La station Mir, ou simplet amoureux dans Majorette.
Bon nombre de ses chansons font référence à son enfance : Maritie et Gilbert Carpentier ou à sa vie de père dans La Berceuse et Moins vite. Bénabar utilise la simplicité des sujets des textes qu'il compose pour créer une identification apte à toucher l'auditeur.

### Musique

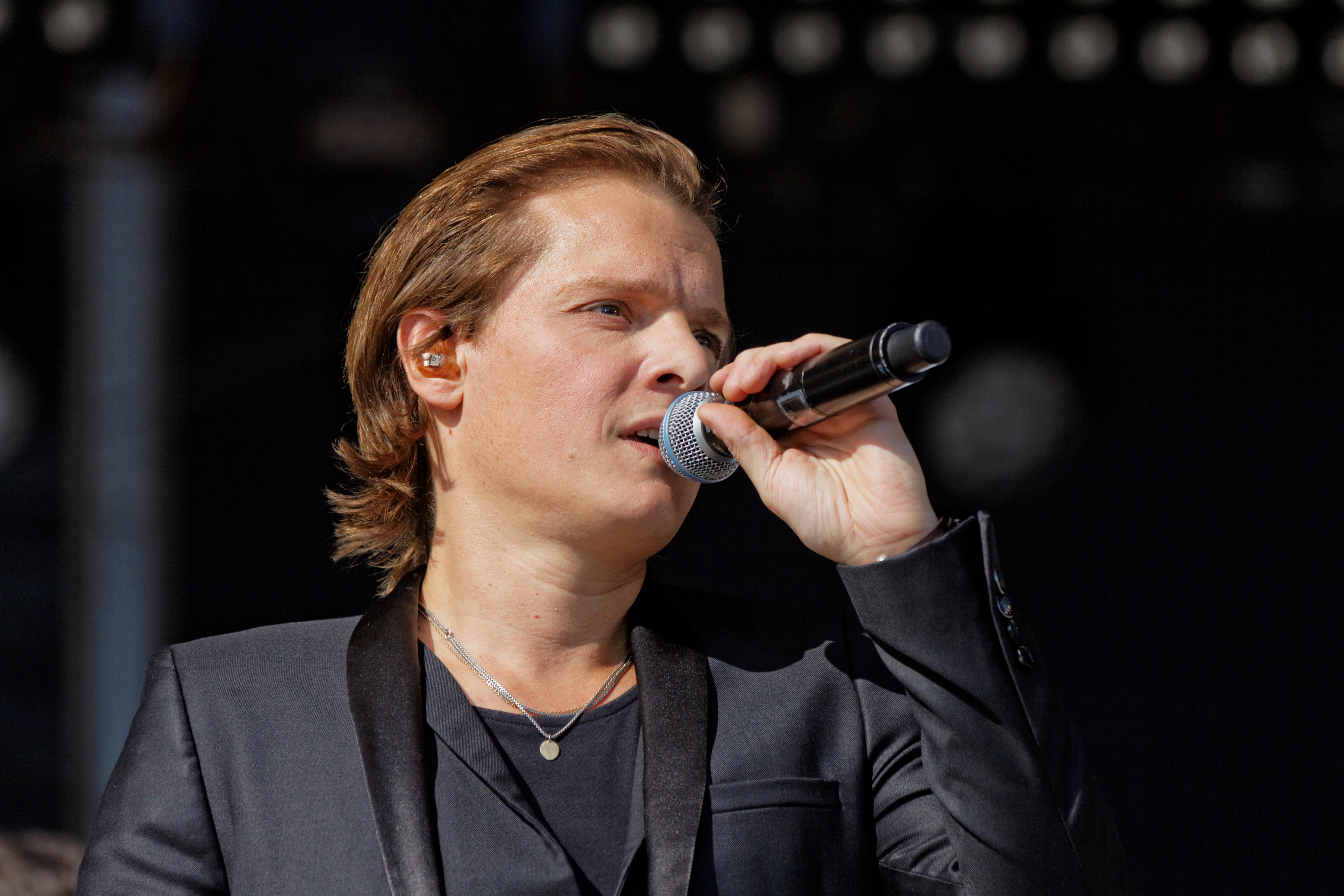
Bénabar en concert lors de la fête de l'Humanité en septembre 2012.

La musique est quant à elle plutôt simple, avec une forte présence de cuivres façon fanfare, alternant avec des morceaux de piano accompagnés par la voix de Bénabar. Son dernier album s'est enrichi de nouveaux instruments, tels le trombone ou la contrebasse, modifiant ainsi le rythme des chansons et renforçant leur côté jazz.
Bénabar déploie sur scène une grande énergie. Il aime émailler ses spectacles de petits sketches et de plaisanteries. Il manie souvent l'autodérision, comme en témoigne son rôle dans le film Incognito dans lequel il joue le rôle d'un chanteur célèbre qui doit cacher sa célébrité à un ami.

## Filmographie
- 2003 : Madame Édouard de Nadine Monfils : l'indic anonyme dont on entend deux fois la voix au téléphone
- 2009 : Incognito d'Éric Lavaine : Lucas (Luka)
- 2010 : Le Grand Restaurant de Gérard Pullicino, (téléfilm à sketches) : un client
- 2012 : Scènes de ménages : ce soir, ils reçoivent : un entrepreneur
- 2015 : Jamais de la vie de Pierre Jolivet : Pedro
- 2016 : Le Secret d'Élise d'Alexandre Laurent (mini-série) : Jean-Pierre Letilleul
- 2019 : Victor et Célia de Pierre Jolivet : Max
- 2019 : Beaux-parents d'Hector Cabello Reyes : Harold
- 2021 : Capitaine Marleau, épisode Claire obscur de Josée Dayan : Yannick Murat
- 2022 : Tous Inconnus de Nicolas Hourès : Lui-même
- 2022 : Ils s'aiment...enfin presque ! d'Hervé Brami : Hippolyte

## Théâtre
- 2011 : Quelqu'un comme vous de Fabrice Roger-Lacan, mise en scène Isabelle Nanty, théâtre du Rond-Point, théâtre Marigny, tournée
- 2016 : Je vous écoute de Bénabar et Héctor Cabello Reyes, mise en scène Isabelle Nanty, théâtre Tristan-Bernard puis tournée
- 2019 : L'Interrogatoire de Vautrin, d'après l'œuvre d'Honoré de Balzac, Grand Théâtre de Tours, représentation unique

## Discographie

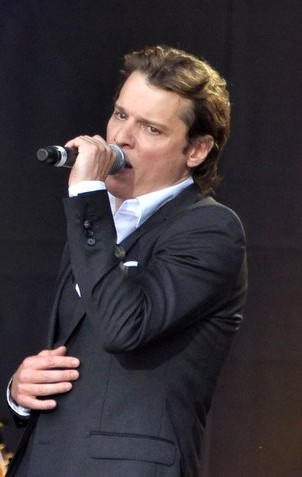
Bénabar au concert pour l'égalité de SOS Racisme le 14 juillet 2011.

### Singles
| Année | Single                            | Albums                   |
| ----- | --------------------------------- | ------------------------ |
| 1997  | La p'tite monnaie                 | Bénabar et associés      |
| 2001  | Bon anniversaire                  | Bénabar                  |
| 2001  | À notre santé                     | Bénabar                  |
| 2002  | Y'a une fille qui habite chez moi | Bénabar                  |
| 2002  | Le slow (Live)                    | Live au Grand Rex        |
| 2003  | Je suis de celle                  | Les risques du métier    |
| 2003  | Monospace                         | Les risques du métier    |
| 2004  | Dis lui oui !                     | Les risques du métier    |
| 2004  | L'itinéraire                      | Les risques du métier    |
| 2005  | Maritie et Gilbert Carpentier     | Reprise des négociations |
| 2005  | Le dîner                          | Reprise des négociations |
| 2006  | Tu peux compter sur moi           | Reprise des négociations |
| 2007  | Quatre murs et un toit            | Reprise des négociations |
| 2007  | La p'tite monnaie (version 2007)  | Best of                  |
| 2008  | L'effet papillon                  | Infréquentable           |
| 2009  | À la campagne                     | Infréquentable           |
| 2009  | Infréquentable                    | Infréquentable           |
| 2009  | Pas du tout                       | Infréquentable           |
| 2011  | Politiquement correct             | Les Bénéfices du doute   |
| 2012  | Les râteaux                       | Les Bénéfices du doute   |
| 2012  | L'agneau                          | Les Bénéfices du doute   |
| 2013  | La phrase qu'on a pas dite        | Les Bénéfices du doute   |
| 2014  | Paris by night                    | Inspiré de faits réels   |
| 2014  | La grande vie                     | Inspiré de faits réels   |
| 2015  | La Forêt                          | Inspiré de faits réels   |
| 2015  | Le Regard                         | Inspiré de faits réels   |
| 2017  | Feu de joie                       | Le début de la suite     |
| 2018  | La petite vendeuse                | Le début de la suite     |
| 2018  | Le jeune vigile                   | Le début de la suite     |
| 2018  | Le début de la suite              | Le début de la suite     |

### Ventes

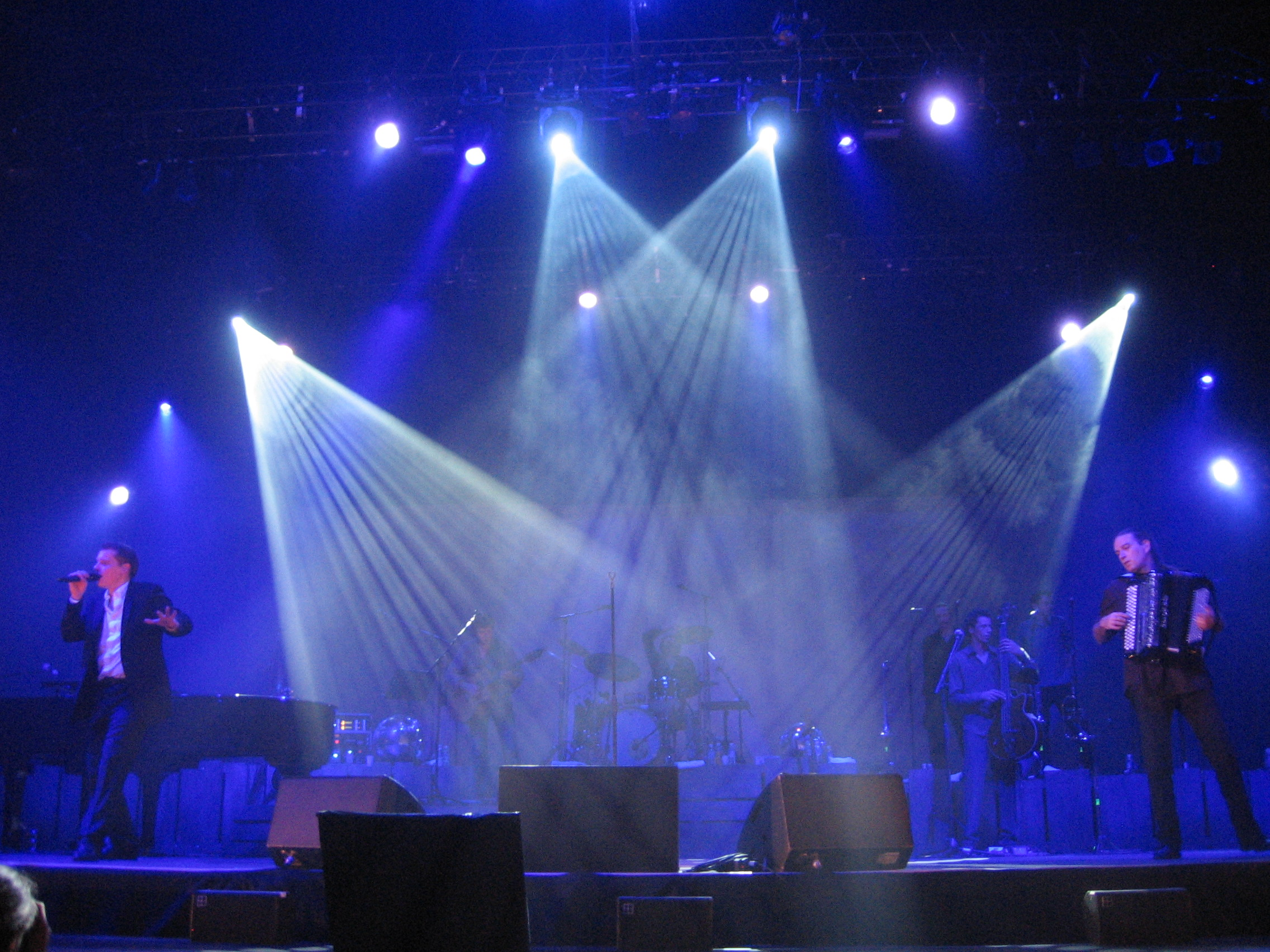
Bénabar en concert à Paris, en novembre 2006.

| Année | Album                        | Classement des ventes | Classement des ventes | Classement des ventes | Classement des ventes |
| Année | Album                        | France                | France TL             | Belgique              | Suisse                |
| ----- | ---------------------------- | --------------------- | --------------------- | --------------------- | --------------------- |
| 1997  | Bénabar et Associés          | 194                   | —                     | —                     | —                     |
| 2001  | Bénabar                      | 20                    | —                     | —                     | —                     |
| 2003  | Les risques du métier        | 6                     | —                     | 31                    | 40                    |
| 2004  | Live au Grand Rex            | 10                    | —                     | 27                    | 41                    |
| 2005  | Reprise des négociations     | 1                     | 1                     | 5                     | 25                    |
| 2008  | Infréquentable               | 1                     | 1                     | 1                     | 6                     |
| 2011  | Les bénéfices du doute       | 4                     | 2                     | 5                     | 23                    |
| 2012  | Bien l'bonsoir msieurs-dames | 16                    | -                     | 23                    | -                     |
| 2014  | Inspiré de faits réels       |                       |                       |                       |                       |

### Diverses participations
- 2001 : Embrasse-les tous, reprise de Georges Brassens sur la compilation Les Oiseaux de passage (réédité en 2006 sur la compilation Putain de toi)
- 2002 : L'Italien, reprise de Serge Reggiani sur la compilation Autour de Serge Reggiani
- 2002 : La Nostalgie de Dieu, reprise de Thiéfaine sur la compilation Les Fils du coupeur de joints
- 2002 : Bénabar est l'un des nombreux invités pour la chanson Achète un chien des Joyeux Urbains (album Supersexy)
- 2003 : Madame Édouard : BO du film, qui comprend la chanson inédite Pétaouchnok. Il interprète également le rôle de l'indicateur anonyme, dont on entend deux fois la voix au téléphone.
- 2004 : La Chanson de Jacky, reprise de Jacques Brel sur la compilation Aux suivants (deuxième édition)
- 2004 : Couche-tard et lève-tôt : compilation reprenant une partie des titres de Bénabar et des Risques du métier
- 2004 : Duo avec Sanseverino sur le morceau À ma fenêtre (compilation Ensemble contre le SIDA)
- 2005 : Chanter qu'on les aime, écrit et composé par Corneille, chanté par ce dernier, Bénabar[20]
- 2006 : L'Or de nos vies avec le collectif Fight Aids
- 2006 : Le Soldat rose, conte musical de Louis Chedid et Pierre-Dominique Burgaud : le Petit Chimiste
- 2006 : Que toi, reprise de Dick Annegarn en duo avec Bertrand Belin sur la compilation Le Grand Dîner
- 2006 : partage un duo (Chez Laurette) avec Michel Delpech dans l'album de reprises en duos Michel Delpech &...
- 2006 : reprise d'Armstrong (Claude Nougaro) avec Tryo sur leur album live Tryo fête ses 10 ans
- 2007 : Sidaction : participation au Symphonic Show du Sidaction
- 2007 : il rejoint Les Enfoirés, dont il participe à tous les albums et tournées sauf en 2011, 2020, 2021, 2023, 2024 et 2025
- 2007 : Touche pas à mon ADN : participation à la manifestation organisée par Charlie Hebdo et SOS Racisme contre l'amendement Mariani sur les tests ADN
- 2008 : Vélo : La chanson de Marius (livre pour enfant) avec Frédéric Bénaglia
- 2008 : Vous permettez, Monsieur ?, duo avec Salvatore Adamo sur son album de reprises en duo Le Bal des gens bien
- 2011 : il interprète Mon cœur fait vroom pour la bande originale de Cars 2
- 2011 : L'Indifférence (de Gilbert Bécaud) en duo avec Gérard Darmon sur l'album hommage Bécaud, et maintenant
- 2013 : Qu'est-ce qu'on va faire de moi ? en duo avec Aldebert sur l'album Enfantillages 2
- 2013 : On dit en duo avec Nicolas Peyrac sur son album Et nous voilà !
- 2014 : La Pêche à la ligne, sur l'album-hommage collectif La Bande à Renaud
- 2015 : participation à la 17e édition de la Fête de l'espoir à Genève (Suisse) [21]
- 2015 : reprise de Le Prisonnier, en duo avec Christophe Mondoloni sur l'album Corsu Mezu Mezu
- 2015 : reprise de Puisque vous partez en voyage en duo avec Natalie Dessay
- 2015 : participation aux Armées fêtent la musique
- 2017 : Y'aura du Monde sur l'album Barbara d'Alexandre Tharaud
- 2022 : reprise d'El dulce de leche, sur l'album live Tout au Tour de Tryo, lors du concert anniversaire des 25 ans du groupe enregistré à Bercy, avec LEJ

### Collaboration
- 2014 : La Sentinelle endormie, album Choisir de Patrick Fiori

## Vidéographie
DVD à ce jour :
- Version vidéo du Live au Grand Rex (mêmes titres et même ordre que sur le double CD), avec en bonus des clips (Y a une fille qui habite chez moi, Je suis de celles, Dis-lui oui), un reportage dans les coulisses et un court métrage, José Jeannette, réalisé par Bénabar en 1992.
- DVD inclus dans le best of qui reprend la fin de la tournée 2006 (Lyon et Paris Bercy) « en direct des écrans géants »
- Bien l'bonsoir m'sieurs-dames DVD de la tournée 2012 filmé à la Halle Tony Garnier à Lyon le 27 avril 2012

## Distinctions
| Année | Travail nommé | Catégorie          | Résultat |
| ----- | ------------- | ------------------ | -------- |
| 2012  | Bénabar       | Talent France Bleu | Lauréat  |

## Œuvre littéraire
En 2011, Bénabar publie son premier roman Travaux publics. Intégrale des textes, aux éditions Thierry Magnier.